# فلاديمير بينيوف
فلاديمير بينيُوف (بالعبرية: ולדימיר פיניוב) (1957 – أبريل 2001) كان مشتبهاً به في سلسلة جرائم قتل يُعتقد أنه نفذها ضد مشردين في مدينة بات يام، إسرائيل، بين عامي 1999 و2000. وقد لُقّب في وسائل الإعلام الإسرائيلية باسم قاتل المشردين في بات يام بسبب طبيعة ضحاياه ومكان وقوع الجرائم.

## الجرائم
كان بينيُوف من أصول روسية ويعيش في إسرائيل بصفته مهاجرًا. وُجهت إليه الشبهات بعد العثور على ثلاث جثث لمشردين في أماكن عامة، وقد ظهرت عليها علامات عنف شديد. وُجدت هذه الجرائم خلال عامي 1999 و2000، وتبيّن أن بينيُوف كان على معرفة ببعض الضحايا.

## الانتحار
قبيل موعد محاكمته، أقدم بينيُوف على الانتحار، ما حال دون تقديمه للعدالة. وبعد وفاته، عثرت الشرطة على جثتين إضافيتين يُشتبه بكونهما ضحيتين له أيضًا، مما دفع المحققين إلى الاعتقاد بأن عدد ضحاياه ربما يكون أكبر مما كان معروفًا في البداية.

## التحقيقات اللاحقة
رغم أن القضية أُغلقت رسميًا بعد وفاته، فإن الأدلة التي وُجدت بعد انتحاره، بما في ذلك أوصاف الشهود وبعض الأدوات التي تم تحليلها، دعمت الاشتباه بأنه كان مسؤولًا عن سلسلة من جرائم القتل الموجهة ضد المشردين، مما يجعله أحد أخطر القتلة المتسلسلين المجهولين جزئيًا في تاريخ إسرائيل الحديث.

## وصلات خارجية
- تقرير عن فلاديمير بينيُوف – صحيفة هآرتس